# Parafia św. Agaty w St. Louis
Parafia św. Agaty w St. Louis (ang. St. Agatha's Parish) – parafia rzymskokatolicka położona w St. Louis w stanie Missouri, Stany Zjednoczone.
Jest ona wieloetniczną parafią w archidiecezji St. Louis, z mszą św. w j. polskim, dla polskich imigrantów.
Nazwa parafii jest dedykowana św. Agacie Sycylijskiej.

## Szkoły
- St. John Paul II Polish Saturday School[1]
- St. Frances Cabrini Academy